# Xã Paddock, Quận Holt, Nebraska
Xã Paddock (tiếng Anh: Paddock Township) là một xã thuộc quận Holt, tiểu bang Nebraska, Hoa Kỳ. Năm 2010, dân số của xã này là 71 người.